# Alma Moodie
Alma Moodie   (Rockhampton, 12 de setembre de 1898 - Frankfurt del Main, 7 de març de 1943) va ser una violinista australiana que va establir una excel·lent reputació a Alemanya als anys vint i trenta.
Va ser considerada la violinista més important durant els anys d'entreguerres, i va estrenar concerts de violí de Kurt Atterberg, Hans Pfitzner i Ernst Krenek. Ella i Max Rostal van ser considerats els màxims defensors de la tradició de Carl Flesch. Es va convertir en professora al Conservatori Hoch de Frankfurt. Tanmateix, Alma Moodie no va fer cap enregistrament, i apareix en molt poques fonts de referència. Tot i la seva antiga fama, el seu nom es va fer pràcticament desconegut durant molts anys. Va aparèixer en edicions anteriors de Diccionaris de Grove i Baker, però no apareix en les edicions més recents.

## Biografia
Alma Mary Templeton Moodie va néixer a la regió de Queensland, Austràlia, filla de William Templeton Moodie i de la seva esposa Susan (nascuda McClafferty). Algunes fonts diuen que va néixer a Mount Morgan, altres a Rockhampton.
Era única. El seu pare, ferrer d'Ayrshire, Escòcia, va morir el 9 de juliol de 1899, quan ella tenia menys d'un any. La seva mare, professora de música, era filla d'immigrants irlandesos.

Va estudiar violí a Mount Morgan, sent ensenyada inicialment per la seva mare vídua des de molt jove i des dels 5 anys per Louis D'Hage a Rockhampton. Va aparèixer en recitals públics als 6 anys: una actuació a Rockhampton a l'octubre de 1904 va ser descrita per un periodista local de The Morning Bulletin, 
| « | <"La seva interpretació del 'Berceuse' de Renard acompanyat al piano per Herr Hage, mostrava la possibilitat de sorprendre el musical els regals es desenvolupaven a una edat molt jove. La capacitat executiva que es mostra en això i una peça de bis - Canzonetta (Daube) - van ser sens dubte notables".> | » |

 El 1905 va aprovar els seus exàmens de violí amb distinció aconseguint la màxima puntuació.

El 1907, a l'edat de 9 anys, va obtenir una beca al Conservatori de Brussel·les, on va estudiar amb Oskar Back durant tres anys, sota la direcció general de César Thomson (més tard, quan havia aconseguit la fama, "Back and Thomson" tots dos afirmarien haver estat el seu mestre principal). La va acompanyar la seva mare, que va romandre amb ella fins a la seva mort quan Alma tenia 20 anys. El 1913 se li va recomanar a Max Reger, qui, després d'escoltar-la tocar, va escriure al seu mecenes el duc George de Sachsen-Meiningen:
| « | <Avui una nena de 13 anys [en aquell moment tenia 15 anys] - anglesa - tocava per a mi; el seu és el talent de violí més gran que he conegut mai. La noia de 13 anys va tocar per a mi sonates soles de Bach, sonates que són les més difícils de tocar de tota la literatura de música per a violí... No em fa vergonya admetre que hi havia llàgrimes als ulls mentre aquesta delicada -un nena ds 14 anys va tocar per a mi. Certament, el nostre Senyor Déu ha creat un dels seus miracles.> | » |

 A Meiningen, Eisenach i Hildburghausen Alma Moodie va tocar concerts amb la direcció de Reger, i va aparèixer en un recital amb ell. Reger també la va recomanar a altres organitzadors de concerts. El 1914 li va dedicar el seu Präludium und Fuge per a violí solista, Op. 131a, núm. 4. Els Regers no van tenir fills, i Max i Alma es van convertir en pare i filla durant algun temps. La seva mare tenia previst tornar a Austràlia, deixant a Alma a càrrec de Max i Elsa Reger, però el començament de la Primera Guerra Mundial va significar que no podria deixar Europa. Els Moodies es van quedar a Meiningen durant els primers mesos de la guerra i es van traslladar a Brussel·les. Reger va morir el 1916, sense tornar a veure mai més Alma. Els temps van ser molt durs a Brussel·les per a Alma i la seva mare. Alma es va tornar prima i malalta i va afirmar que no va tocar el violí durant quatre anys. La seva mare va morir de tuberculosi o grip a la primavera de 1918.
Alma va tornar a Alemanya l'octubre de 1918, on va viure en un castell del segle XII a les muntanyes del Harz com a guàrdia de Fürst Christian Ernst zu Stolberg und Wernigerode. No se sap com es va associar amb ell. No obstant això, va ser aquí quan va conèixer el seu futur marit. Volia reprendre el seu toc de violí, que s'havia deteriorat molt durant la guerra, i va contactar amb Carl Flesch el novembre de 1919, que va acceptar acceptar-la com a alumna. Va continuar tenint classes amb Flesch al llarg de la seva carrera itinerant i després del naixement del seu fill. Flesch tenia una afició especial per Alma Moodie (va escriure "entre tots els alumnes del meu curs m'ha agradat més Alma Moodie").
Va fer d'Alemanya la seva llar i no va tornar mai més a Austràlia. A Berlín, el 6 de novembre de 1919, amb l'Orquestra Filharmònica de Berlín sota la direcció de Max von Schillings, va estrenar el Concert per a violí en mi menor, op. 7 de Kurt Atterberg. La temporada 1922-23, va tocar noranta concerts, setanta d'ells en set mesos, en una gira que la va portar a Suïssa, Itàlia, París, Berlín i "Orient".

Des del 1922 (o abans), l'empresari suís Werner Reinhart va esdevenir un motor de la seva carrera i es va convertir en visitant habitual de les seves cases a Winterthur i altres llocs, on va entrar en contacte amb la majoria de noms destacats de l'escena musical contemporània. del dia. Va ser Reinhart qui li va donar un violí Guarnerius que anteriorment havia estat propietat de Fritz Kreisler. A través de Reinhart, el 1923 va conèixer la poeta Rainer Maria Rilke, que va quedar molt impressionada amb la seva interpretació. Va escriure en una carta: 
| « | <Quin so, quina riquesa, quina determinació. Això i els "Sonets a Orfeu", eren dues cordes de la mateixa veu. I interpreta sobretot a Bach! Muzot ha rebut el seu bateig musical...> | » |

} I va ser a través de Reinhart que va assistir i actuar a molts festivals de lInternational Society for Contemporary Music (ISCM).
Va defensar la música de Hans Pfitzner i va dedicar el seu concert per a violí en si menor, op. 34 (1923) a ella. La va estrenar a Nuremberg, el 4 de juny de 1924, amb la direcció del compositor. Moodie es va convertir en el seu màxim exponent i el va representar més de 50 vegades a Alemanya amb directors com Pfitzner, Wilhelm Furtwängler, Hans Knappertsbusch, Hermann Scherchen, Karl Muck, Carl Schuricht i Fritz Busch. En aquella època, el concert de Pfitzner es considerava l'addició més important al repertori de concerts per a violí des del primer concert de Max Bruch, tot i que actualment s'ha escapat del repertori de la majoria de violinistes.
Entre 1921 i la seva mort el 1943, Alma Moodie apareixia sovint amb el pianista i compositor letó Eduard Erdmann, per exemple a la Sonata per a violí de Pfitzner, dedicada a Moodie.Sonata pròpia d'Ermann per a violí solista, op. 12 (1921) se li va dedicar i la va estrenar a Berlín l'octubre de 1921. El crític australià-anglès Walter J. Turner va escriure sobre un recital que els va escoltar tocar a Londres l'abril de 1934, "era el millor duo de piano de violí que he sentit mai". El seu últim concert junts es va donar el 4 de març de 1943, tres dies abans de la seva mort, quan es trobaven al mig del cicle de sonates de Beethoven.
Ernst Krenek es va casar amb Anna Mahler (la filla de Gustav Mahler) el març de 1924, quan Krenek completava el seu concert per a violí núm. 1, op. 29. Alma Moodie va ajudar Krenek, no amb la puntuació de la part del violí, sinó amb l'obtenció d'ajuda financera de Werner Reinhart en un moment en què hi havia hiperinflació a Alemanya. En agraïment, Krenek va dedicar el concert a Moodie i la va estrenar el 5 de gener de 1925 a Dessau. Mentrestant, el matrimoni de Krenek amb Anna Mahler s'havia esfondrat i el seu divorci es va convertir en definitiu pocs dies després de l'estrena. Krenek no va assistir a l'estrena, però va tenir una aventura amb Moodie que s'ha descrit com "de curta durada i complicat". Mai no va aconseguir sentir-la tocar el concert, però va "immortalitzar alguns aspectes de la seva personalitat en el personatge d'Anita en la seva òpera Jonny spielt auf. Krenek també va dedicar la seva Sonata per a violí solista, Op. 33 a Alma Moodie el 1924.
Ígor Stravinski va organitzar una suite de fragments de Pulcinella per a violí i piano, anomenant-la "Suite de temes, fragments i peces de Pergolesi". Alma Moodie la va estrenar amb el compositor a Frankfurt el 25 de novembre de 1925 i la van tocar en diverses altres ocasions públiques. També el van tocar a casa de Werner Reinhart a Winterthur. Stravinsky la va descriure com "excel·lent". És possible que també hagi previst un parell d'arranjaments de The Firebird pensant en Moodie.
Arthur Nikisch va escriure sobre ella a Carl Flesch de Leipzig el desembre de 1925: per a mi, aquesta noia és un fenomen artístic tan deliciós que considero que és el meu deure natural promoure els interessos d'aquesta beneïda criatura tant com puc. Leopold Auer també la va escoltar i la va considerar molt respectada.

Alma Moodie va ser considerat un dels intèrprets més importants de les obres de Brahms per a violí. Hermann Reutter la cita dient que 
| « | <"Cal tenir almenys quaranta anys per entendre la grandesa i la profunditat de l'expressió de la música de Brahms."> | » |

 Reutter va participar en molts concerts amb Alma Moodie i va dedicar el seu Rhapsodie per a violí i piano, Op. 51 (1939), per a ella.
El 18 de desembre de 1927, es va casar amb Alexander Balthasar Alfred Spengler, un advocat alemany, convertint-se en la tercera de les seves sis dones, i van tenir dos fills. Inicialment vivien a Colònia. Ell era indiferent a la seva carrera, i ella estava cansada de viatjar incessant, de manera que va actuar amb menys freqüència després. Va ensenyar violí al "Conservatori Hoch de Frankfurt", on va continuar la tradició docent de Carl Flesch. Entre els seus estudiants hi havia Günter Kehr, Mária Thomán (filla d'István Thomán), Leah Luboschutz, May Harrison, Irma Seyde i Thelma Give.
Spengler viatjava sovint a l'estranger; quan era a casa, era exigent i infidel. Alma es va dedicar a beure i fumar i va trobar que necessitava pastilles per dormir; més tard, el seu braç dret va començar a tremolar incontrolablement, cosa que va provocar més beure i més pastilles per dormir.

Alma Moodie va morir el 7 de març de 1943, amb només 44 anys, durant un atac aeri a Frankfurt, tot i que les bombes no van ser la causa de la seva mort. Un metge va informar que va morir accidentalment per una trombosi provocada per la barreja d'alcohol i pastilles que havia pres, però alguns dels seus amics més propers van creure que la seva mort havia estat un suïcidi. El seu obituari del crític Karl Holl va concloure: 
| « | <"El seu violí ha estat silenciat. Però deixa enrere un anell de rara puresa. El seu nom romandrà sempre com el d'una personalitat femenina en la història de la música."> | » |

## Reconeixement pòstum
El 1943, Karl Höller va escriure la seva Sonata per a violí núm. 2 en sol menor, op. 33 en memòria d'Alma Moodie.
El compositor australià David Osborne va escriure un Concert per a violí titulat Pictures of Alma, que va ser estrenat el 30 de maig de 2010 per Rochelle Bryson i la Raga Dolls Salon Orchestra, a "l'Auditorium Iwaki, ABC Southbank Center", Melbourne. Osborne va explicar en una entrevista prèvia a la difusió a ABC Classic FM que l'obra pretenia representar Alma Moodie en la música en diverses etapes de la seva vida. Va posar-li el nom de Pictures of Alma, ja que va entendre que no en quedaven fotos, però des de llavors ha sabut que sí.